# Elezioni parlamentari in Estonia del 1992
Le elezioni parlamentari in Estonia del 1992 si tennero il 20 settembre per l'elezione del nuovo Riigikogu. All'esito delle consultazioni, Mart Laar, espressione dell'Alleanza elettorale "Patria", divenne Primo ministro; nel 1994 fu sostituito da Andres Tarand, esponente dell'Alleanza elettorale "Moderati".

## Risultati
| Liste                                                              | Voti    | %     | Seggi |
| ------------------------------------------------------------------ | ------- | ----- | ----- |
| Alleanza elettorale "Patria" (EKDE - EKDL - ELDP - EKRE - VKE)     | 100 828 | 22,00 | 29    |
| Alleanza elettorale "Casa Sicura" (EKE - EML - EDÕL)               | 62 329  | 13,60 | 17    |
| Alleanza elettorale "Fronte Popolare" (EK - Rahvarinne - ERÜ - EN) | 56 124  | 12,25 | 15    |
| Alleanza elettorale "Moderati" (ESDP - EMKE)                       | 44 577  | 9,73  | 12    |
| Partito dell'Indipendenza Nazionale Estone                         | 40 260  | 8,79  | 10    |
| Alleanza elettorale "Realisti Indipendenti" (ERP - RÜVT)           | 32 638  | 7,12  | 8     |
| Alleanza elettorale "Cittadini Estoni"                             | 31 553  | 6,89  | 8     |
| Unione Estone dei Pensionati                                       | 17 011  | 3,71  | –     |
| Assemblea dei Contadini                                            | 13 356  | 2,91  | –     |
| Alleanza elettorale "Verdi" (ER)                                   | 12 009  | 2,62  | 1     |
| Partito Estone degli Imprenditori                                  | 10 946  | 2,39  | 1     |
| Alleanza elettorale "Scelta di Sinistra" (EDTP)                    | 7 374   | 1,61  | –     |
| Partito Nazionale degli Illegalmente Repressi                      | 4 263   | 0,93  | –     |
| Unione Estone dei Disabili                                         | 2 262   | 0,49  | –     |
| Misericordia                                                       | 1 852   | 0,40  | –     |
| Alleanza elettorale "Democratici"                                  | 744     | 0,16  | –     |
| Partito della Legge Naturale                                       | 368     | 0,08  | –     |
| Candidati individuali                                              | 19 753  | 4,31  | –     |
| Totale                                                             | 458 247 | 100   | 101   |